# Major Alvega (série de televisão)
O Major Alvega teve a sua última aventura impressa em banda desenhada em 1987, mas acabou por retornar num novo formato, a televisão. No fim da década de 1990 do século XX, a RTP daria nova vida ao personagem numa série que combinava atores verdadeiros, como Ricardo Carriço, Rosa Bella, António Cordeiro e Henrique Canto e Castro com cenários de animação e a narração de Fernando Pessa. Produzida pela Miragem e realizada por Henrique Oliveira, a série constituiu um avanço importante em termos de originalidade e técnica de produção em Portugal, apesar da curta duração da mesma. A série teve duas temporadas sendo que a direção de ilustração ficou à cargo de Pedro Saraiva (I) e Pedro Mota Teixeira (II).

## Elenco[1]
- Ricardo Carriço - Major da RAF Jaime Eduardo de Cook e Alvega
- Rosa Bella - Ajudante de Campo Fräulein Helga Schmidt
- António Cordeiro - Coronel da Divisão Negra das SS Helmut von Block
- Fernando Pessa - Narrador

Outras personagens:
- Henrique Canto e Castro - General da RAF Sir Hugh Dowding
- Júlio Cardoso - Benito Mussolini / Winston Churchill
- José Wallenstein - Carniceiro Voador / Professor Strudell
- Alexandre Falcão - Adolf Hitler
- Alexandra Ferreira - Eva Braun
- Cristina Homem de Mello - Miss Makelove
- Jorge Pinto - Stalin
- Adriano Martins - Hermann Goering
- Nelson Machado - Tenente Kraftwerck
- Luís Esparteiro - Coronel Jervies
- Paulo Sousa - Pierre
- Jorge Loureiro - General Britânico
- António Capelo - Director do MI5
- Vítor Mouteiro - Mensageiro
- Jorge Mota - Comodoro Britânico
- António Paulos - Jacques Remy
- Jorge Pinto - Schroder
- Henrique Oliveira - Giancarlo Macarrone

## Episódios[3]

### 1.ª Série
- 01: Objectivo Berlim
- 02: Intriga em Lisboa
- 03: Operação Águia
- 04: Duelo de Gigantes
- 05: Rumo a Tarento
- 06: Missão: Branca de Neve
- 07: O Ceptro de Akhnaton
- 08: O Segredo de Peenemunde
- 09: O Agente X
- 10: Notas Falsas
- 11: O Sósia
- 12: Nome de Código: Komet
- 13: Uma Noite em Casablanca

### 2.ª Série
- 01: Traição Fatal
- 02: Milagre de Dunquerque
- 03: O Ninho da Águia
- 04: Missão no Tibete
- 05: Outubro Vermelho
- 06: S.O.S. Titanic
- 07: Destino Nova Iorque
- 08: Sob o Sol de Creta
- 09: Operação Vampiro
- 10: A Grande Fuga
- 11: O Enigma da Antárctida
- 12: Allo, Mona Lisa
- 13: O Dia da Libertação